# Arnold Genthe
Arnold Genthe, né le 8 janvier 1869 à Berlin (Prusse) et mort le 9 août 1942 à New Milford (Connecticut), est un philologue et un photographe professionnel américain d'origine allemande.
Il a photographié des célébrités et des hommes politiques ainsi que des lieux et des villes tels que le parc national de Yosemite et La Nouvelle-Orléans. Il est principalement connu pour ses clichés du quartier chinois et du tremblement de terre de 1906 à San Francisco. Ses photographies sont conservées à la bibliothèque du Congrès.

## Biographie

### Les études en Europe
Arnold Genthe est né à Berlin, en Prusse, de Louise Zober et Hermann Genthe, professeur de latin et de grec au lycée berlinois du monastère franciscain. Son grand-père est l'écrivain Friedrich Wilhelm Genthe. Le petit Arnold n'a pas trois ans lorsque son père est muté à Francfort-sur-le-Main. Il s'y découvre un intérêt pour les chevaux, intérêt qu'il conserve toute sa vie. La famille s'installe ensuite à Korbach, dans la Principauté de Waldeck, puis enfin à Hambourg.
Arnold suit les traces de son père, devient étudiant et publie en 1892 un recueil d'expressions et de tournures familières de l'argot allemand. Il obtient son doctorat de philologie en 1894 à l'université d'Iéna, où il rencontre l'artiste Adolph Menzel, un cousin de sa mère. Genthe passe un an à Berlin avant d'étudier l'histoire de l'art et la littérature française à la Sorbonne et de retourner à Hambourg.

### La photographie aux États-Unis

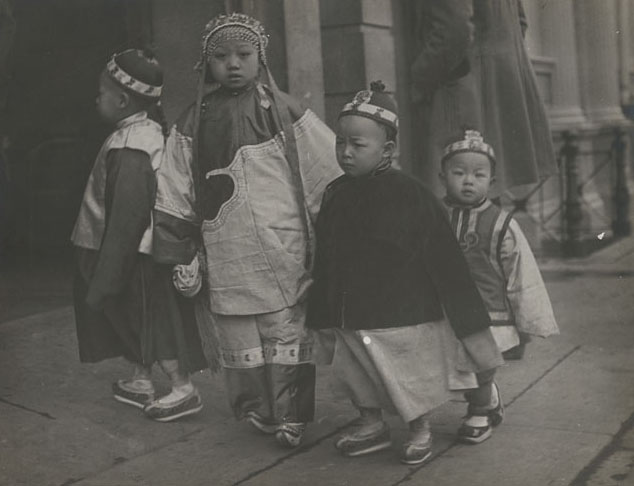
Enfants sino-américains en costume traditionnel à Chinatow, San Francisco.

Après avoir émigré à San Francisco en 1895, où il s'installe chez la famille de la baronne von Schroeder, fille de Mervyn Donohue, qui est banquier et magnat du chemin de fer, Arnold Genthe apprend seul la photographie. Il commence en amateur, s'inscrivant au club de sa ville pour disposer d'un meilleur matériel, puis devient professionnel. Intrigué par le quartier chinois de la ville, il en photographie les habitants, des enfants aux drogués, cachant parfois son appareil pour prendre ses clichés sans se faire voir. Il reste environ 200 de ces clichés du quartier chinois, ainsi que des quartiers de San Francisco avant le tremblement de terre.
Après qu'un magazine local ait publié ses photographies, il ouvre un studio photographique de portraits en 1898. Décidé à expérimenter une nouvelle façon de photographier, plus naturelle et sans pose de la part du sujet, bénéficiant en outre du cercle de relations des Von Schroeder, il connait bientôt un franc succès et sa réputation grandit : son studio reçoit la visite de personnalités telles que Nance O'Neil, Sarah Bernhardt, Nora May French ou Jack London.  

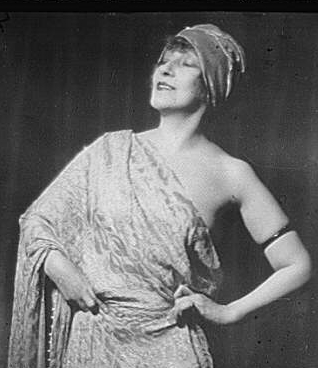
Georgette Leblanc
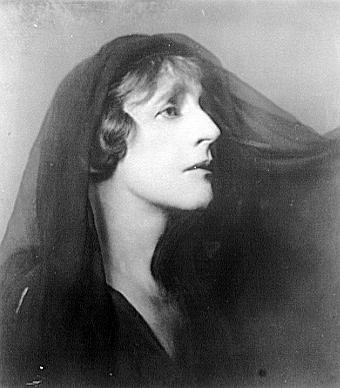
Margaret Anglin
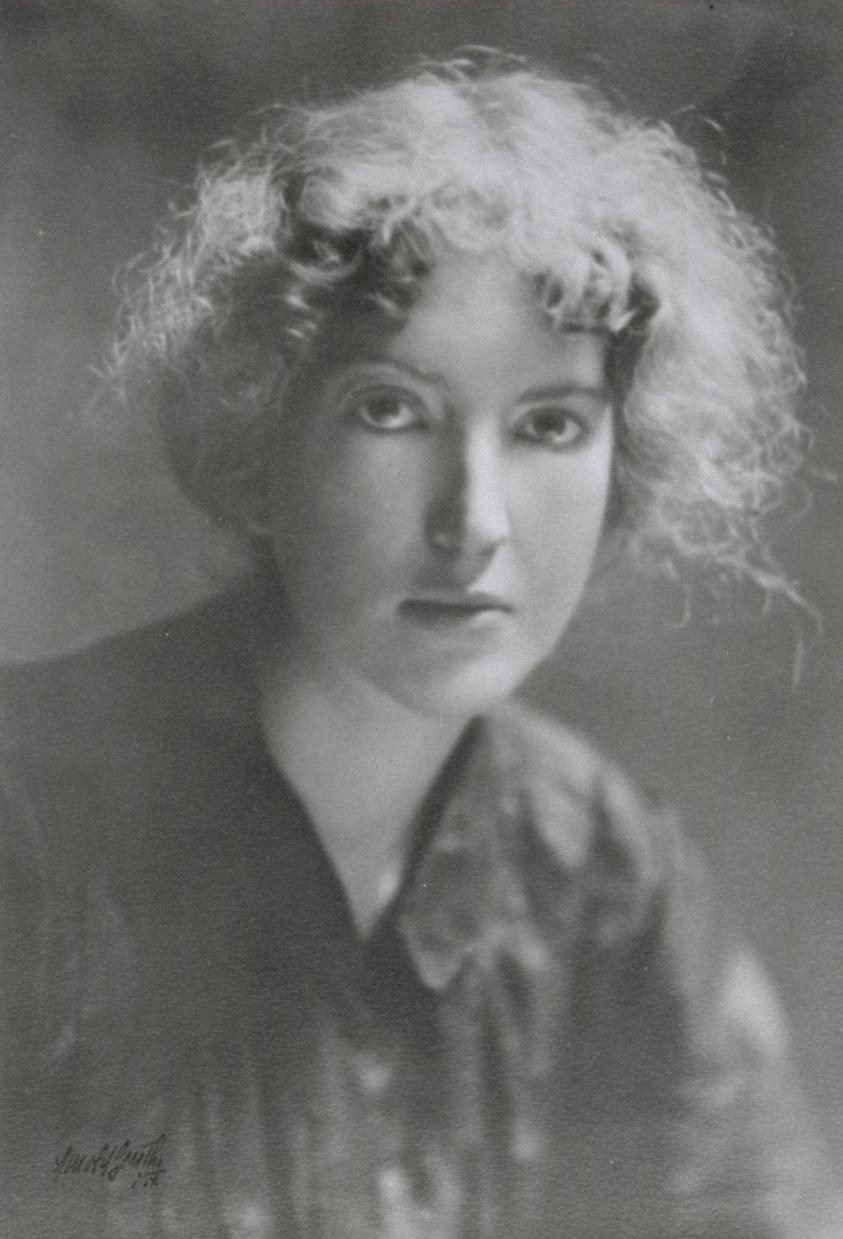
Nora May French
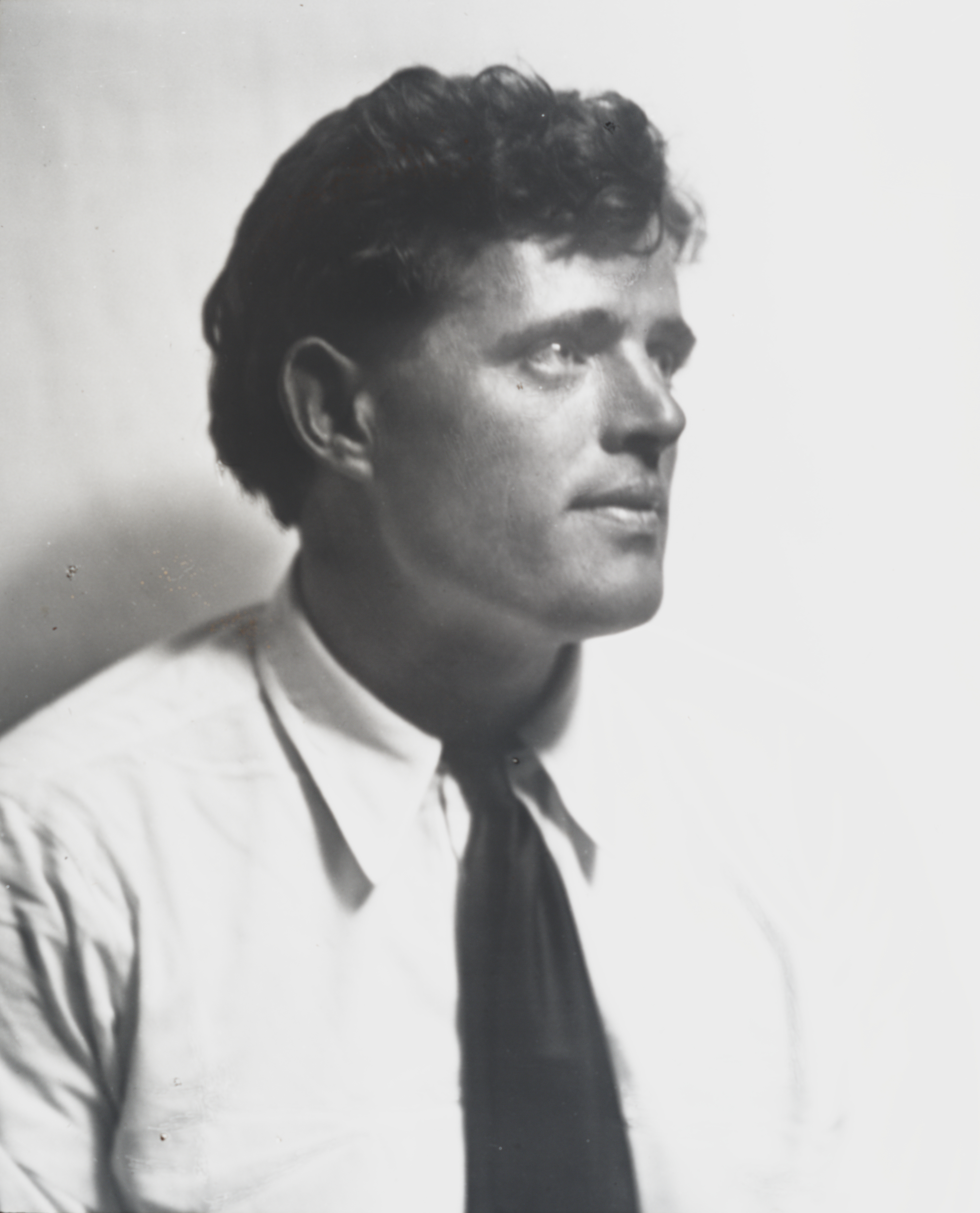
Jack London

### Le tremblement de terre de 1906

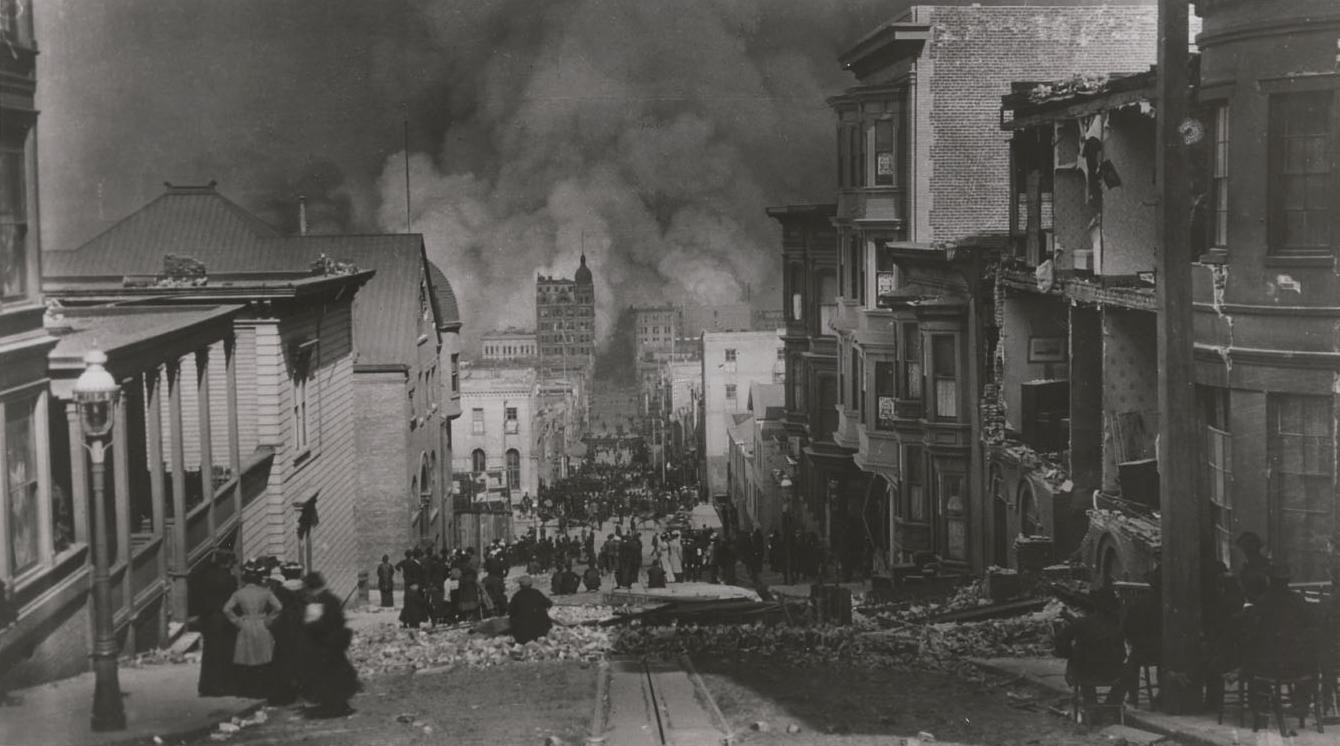
Looking Down Sacramento Street

Le 18 avril 1906, à 5 h 13 du matin à San Francisco, la terre tremble pendant 47 secondes. Arnold Genthe se rend chez quelques amis, déjeune gratuitement à l'hôtel Saint Francis et revient chez lui prendre son appareil photo. Il dira par la suite :
« The one thought uppermost in my mind was not to bring some of my possessions to a place of safety but to make photographs of the scenes I had been witnessing. »
« La première chose qui m'est venue à l'esprit n'était pas de mettre mes affaires à l'abri mais de prendre en photo les scènes desquelles j'avais été  témoin. »
Le studio de Genthe est presque entièrement détruit. Seuls les quelque 200 négatifs de Chinatown, qui étaient entreposés dans un coffre, sont épargnés. Il se procure un nouvel appareil photo et documente les effets de la catastrophe. Ces clichés, ainsi que ceux de la Chinatown originale, possèdent une grande valeur historique.
Son cliché intitulé Looking Down Sacramento Street, San Francisco, April 18, 1906, illustrant les suites du tremblement de terre, reste sa photographie la plus célèbre.
Arnold Genthe se rend au Japon en 1908 pour un séjour de six mois.
Après quelque temps, Genthe rejoint la communauté artistique de Carmel-by-the-Sea, Californie, où il peut poursuivre son travail en photographie couleur. De sa nouvelle résidence, il écrit :
« The cypresses and rocks of Point Lobos, the always varying sunsets and the intriguing shadows of the sand dunes offered a rich field for color experiments. »
« Les cyprès et les rochers de Point Lobos, les rayons de soleil sans cesse changeants et les intrigantes ombres des dunes de sable offraient de riches possibilités dans le champ de l'expérimentation de la couleur. »

### La période newyorkaise
En 1911, il déménage à New York où il vit jusqu'à sa mort. Il retourne cependant à plusieurs reprises à San Francisco, notamment en 1927, où il reprend quelques photos de Chinatown, illustrant les transformations et la modernisation qu'elle a subies. Ces photos sont publiées dans le magazine Asia. Il se rend également au Mont Athos vers 1930. Son autobiographie, As I Remember, paraît en 1936. Il publie également Book of Dance (1916) sur les danseuses contemporaines Anna Pavlova et Ruth Saint Denis, Pictures of Old Chinatown (1908), New Orleans (1926), et 24 études (1929) sur la danseuse Isadora Duncan. Il fait des portraits de Théodore Roosevelt, Woodrow Wilson, John D. Rockefeller, Arturo Toscanini et de Greta Garbo à la fin de sa carrière. Il est aussi un des premiers à avoir expérimenté le procédé de photographie en couleur connu sous le nom d'autochrome. 

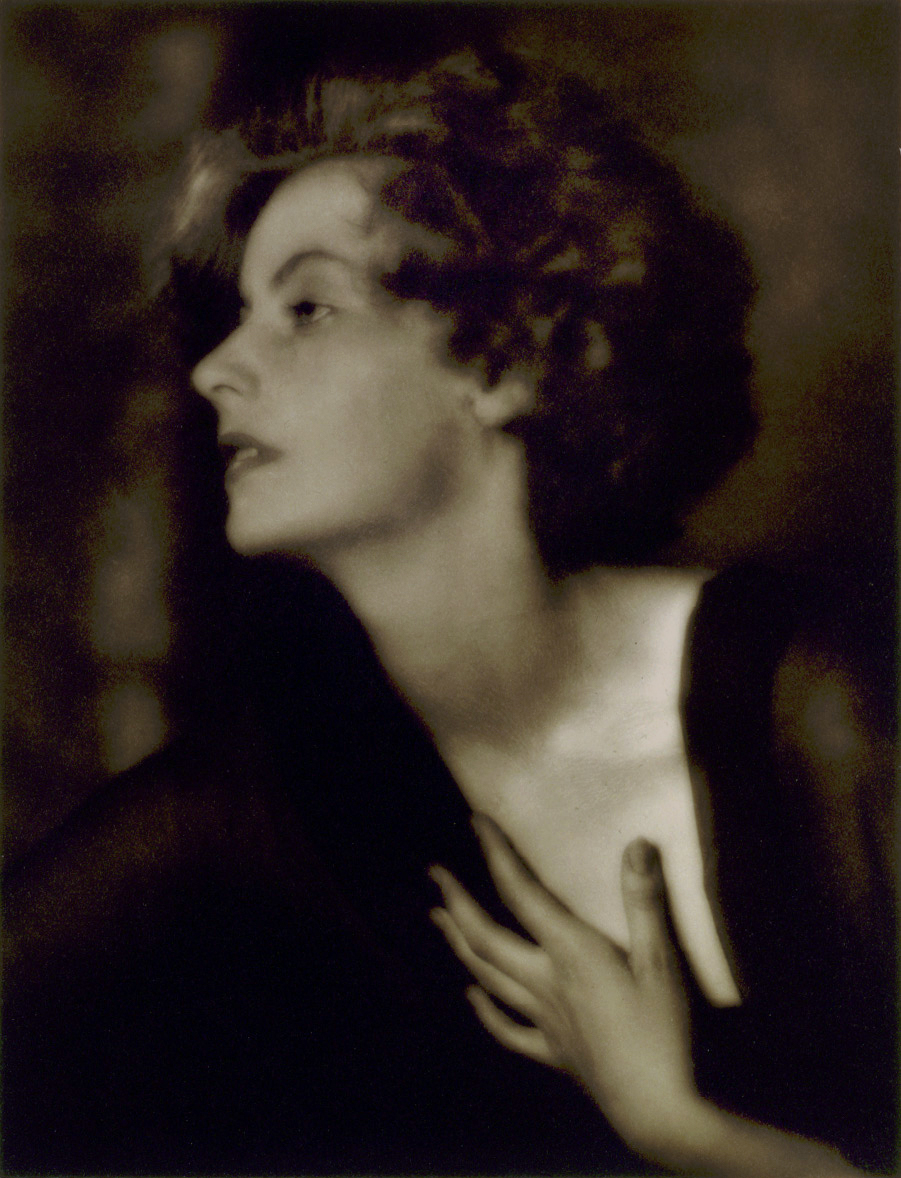
Greta Garbo
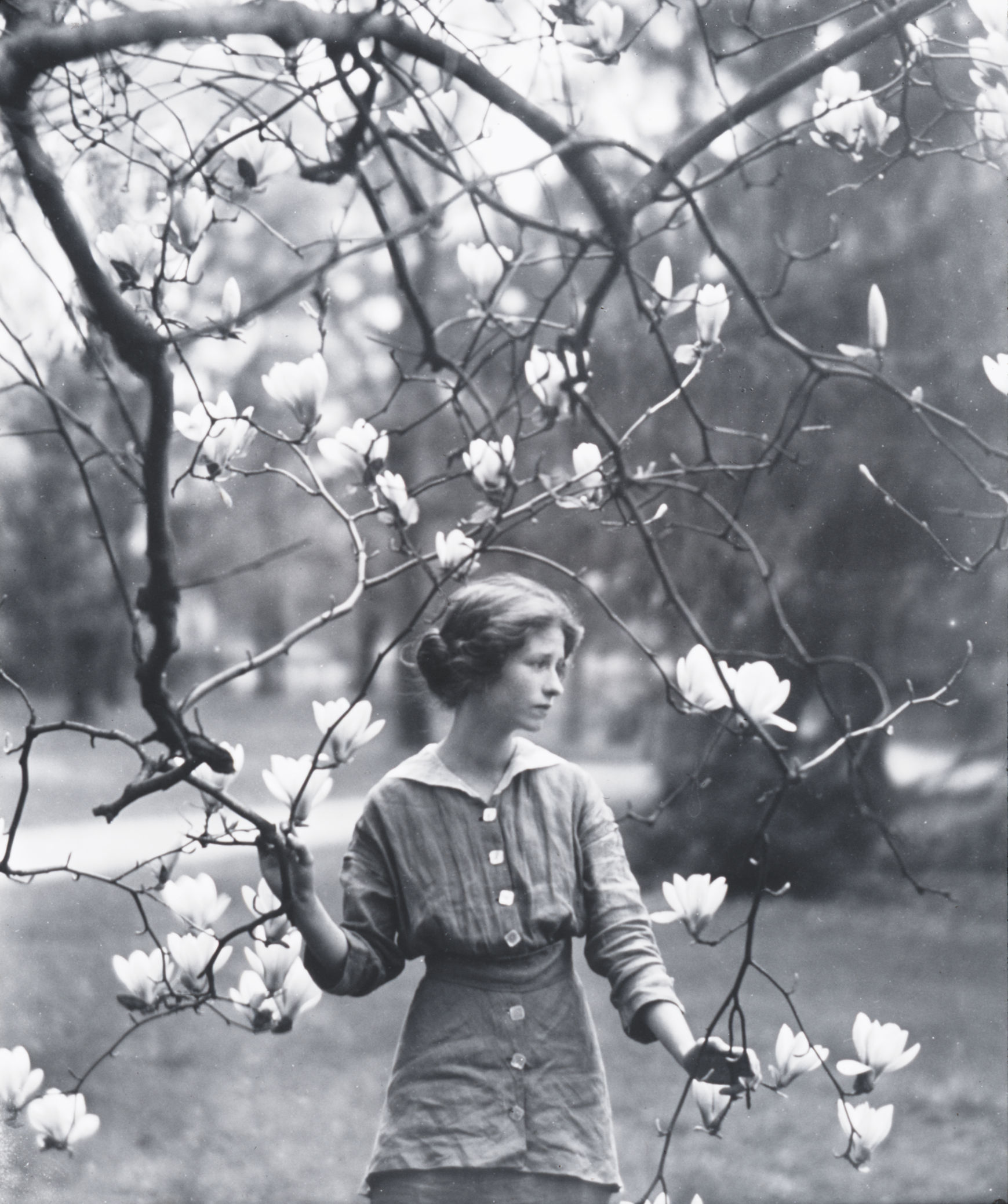
Edna St. Vincent Millay
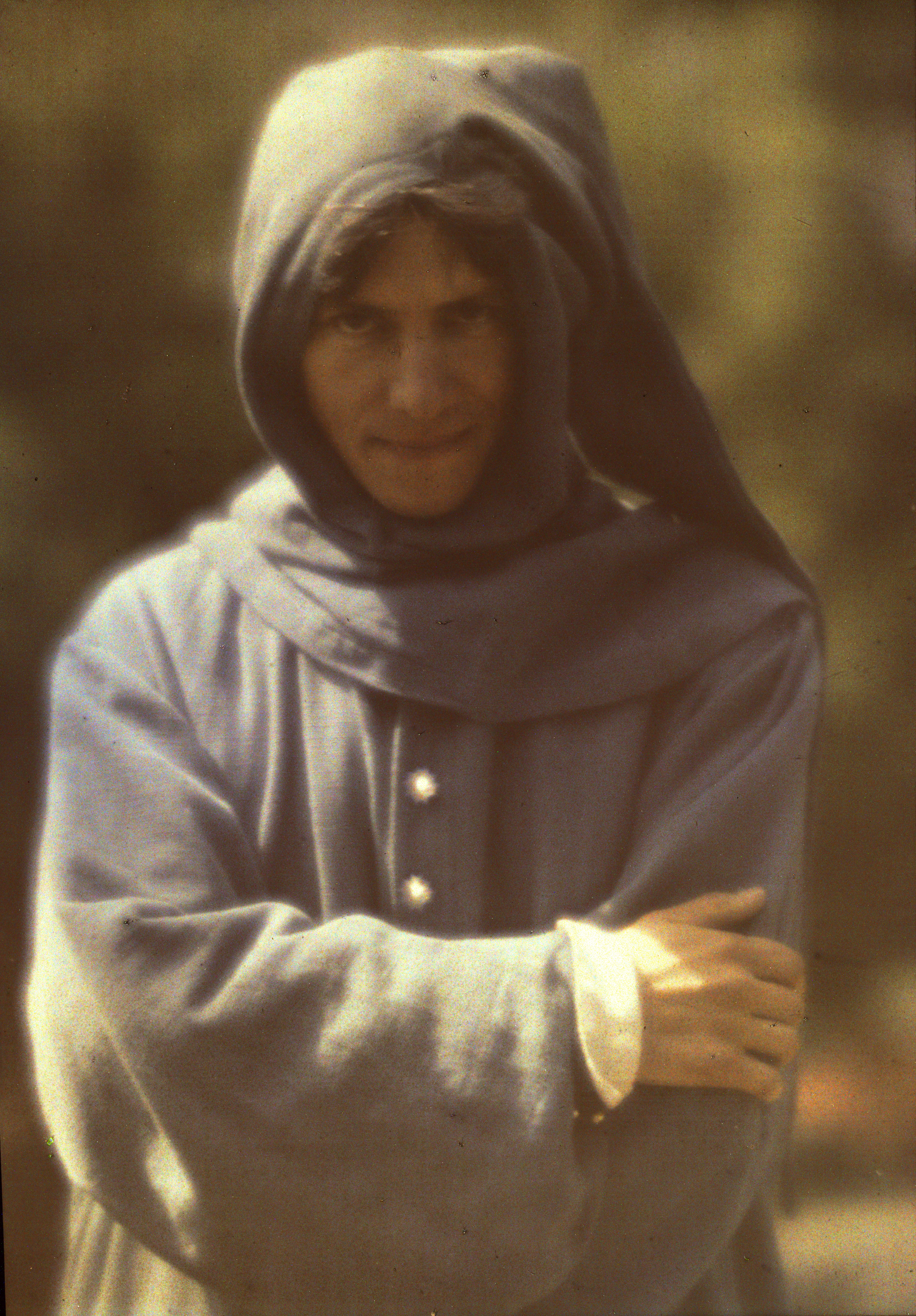
Percy MacKaye en Alwyn
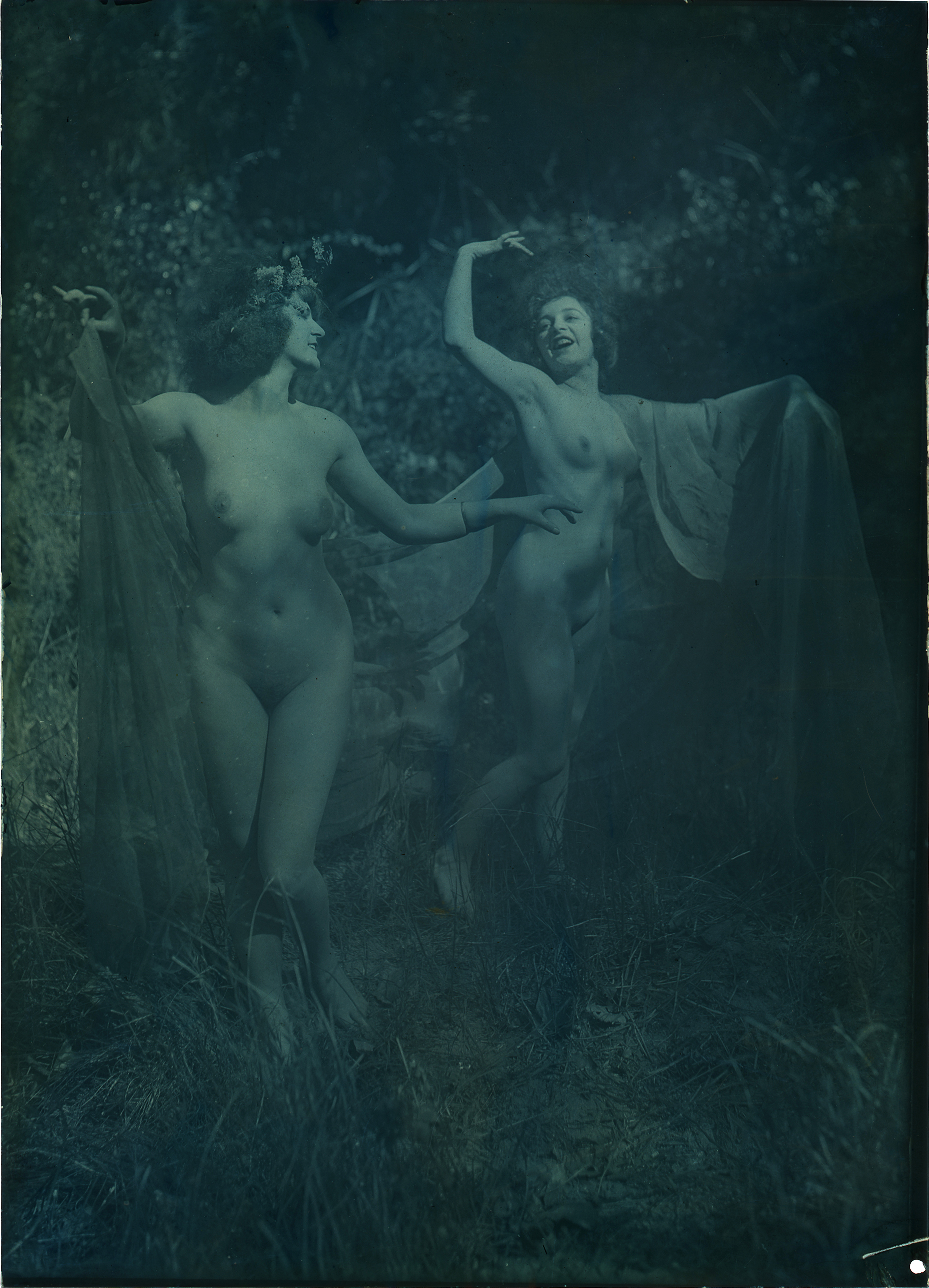
Danseuses nues
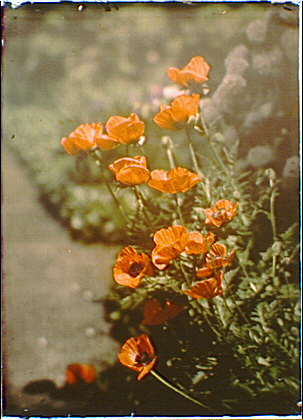
Pavot de Californie

Arnold Genthe meurt le 9 août 1942, célibataire et sans enfants, avec la satisfaction de se savoir beaucoup d'amis. De son propre aveu, il a vécu à sa façon et sans regret aucun.
Peu après sa mort, un éditorial du journal The Evening Star incite le bibliothécaire de la Bibliothèque du Congrès, Archibald MacLeish, à procéder à l'acquisition des œuvres d'Arnold Genthe, c'est-à-dire une collection de plus 16 000 négatifs, clichés et autochromes.

## Publications
- Deutsches Slang : Eine Sammlung familiärer Ausdrücke und Redensarten (Argot allemand : recueil d'expressions et tournures familières), Strasbourg, Trübner, 1892.
- Pictures of Old Chinatown (Clichés du vieux Chinatown), Texte de Will Irwin, Moffat, Yard and Co., New York 1908

réimpression : Kessinger Pub Co., 2008  (ISBN 978-0-548-81344-7).
- The Book of the Dance [Le livre de la danse], New York, Mitchell Kennerley, 1916, 227 p. de photographies.

réédition : Boston, International Publishers, 1920 (Lire en ligne).
- Impressions of Old New Orleans (Impressions de la vieille Nouvelle-Orléans), préface de Grace King, George H. Doran Co., New York 1926
- Isadora Duncan : Twenty four studies (Isadora Duncan : vingt-quatre études), New York, Mitchell Kennerley, 1929

réédité par Books for Libraries, 1980  (ISBN 0-8369-9306-3).
- As I remember, New York, Reynal & Hitchcock, 1936.
- Highlights and shadows, New York, Greenberg, 1937.